# Hugo Kayser
Hugo Kayser (* 4. Januar 1953) ist ein Schweizer Politiker (CVP).
Hugo Kayser gehörte von 2006 bis 2014 dem Regierungsrat des Kantons Nidwalden an. Er amtiert als Landesstatthalter sowie als Finanzdirektor und stellvertretender Baudirektor.
Kayser wohnt in Dallenwil.